# 万華区

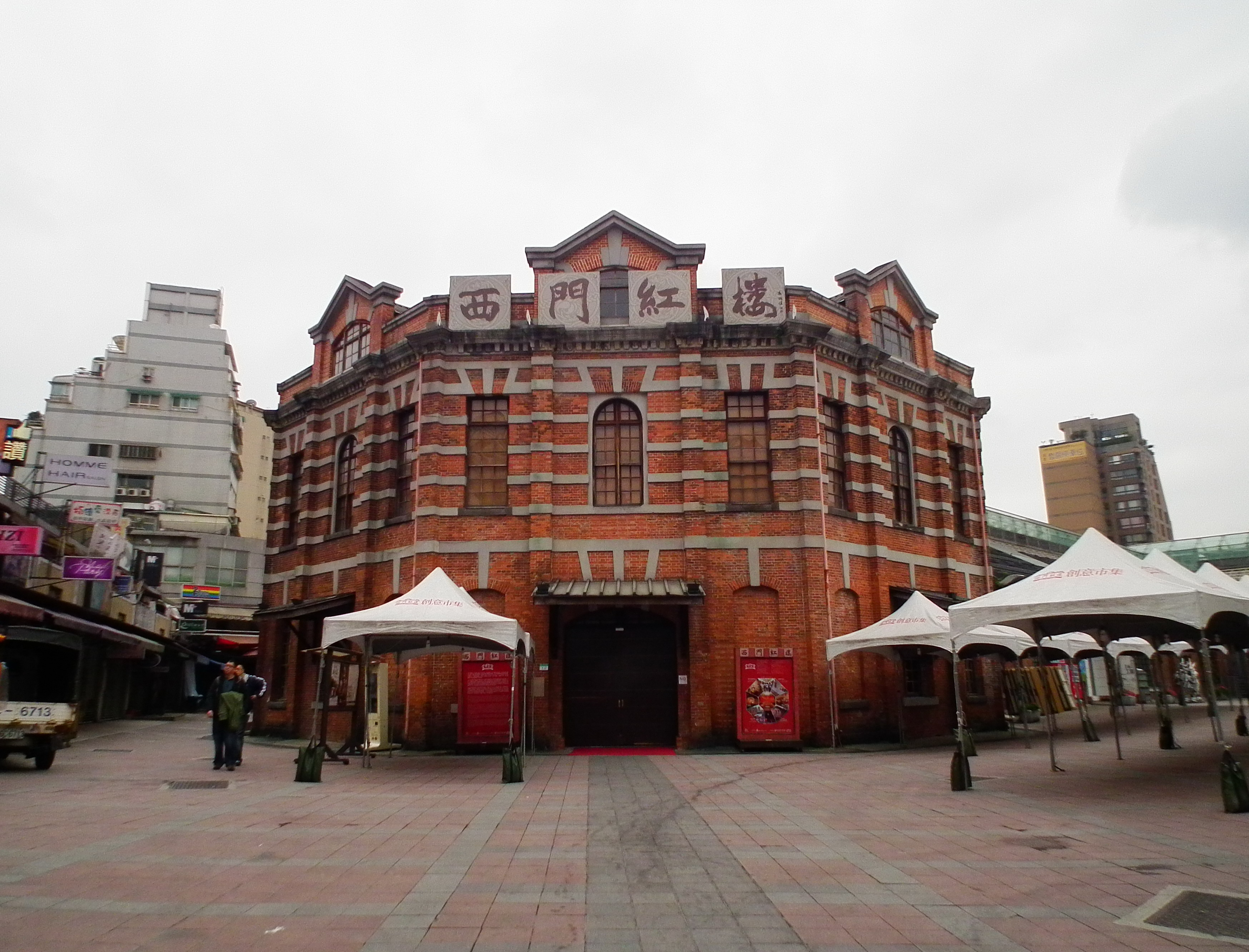
西門町・西門紅楼

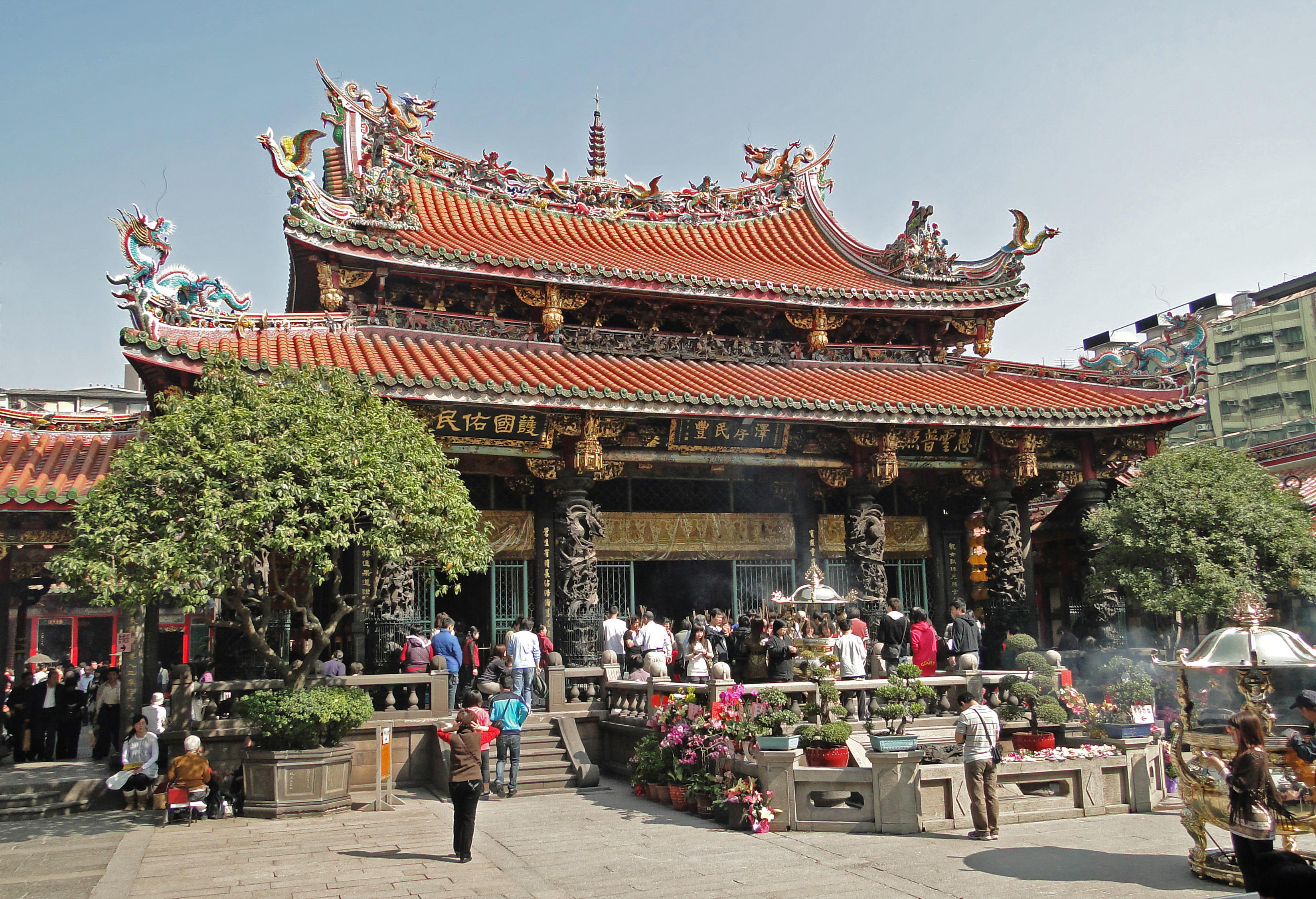
艋舺龍山寺

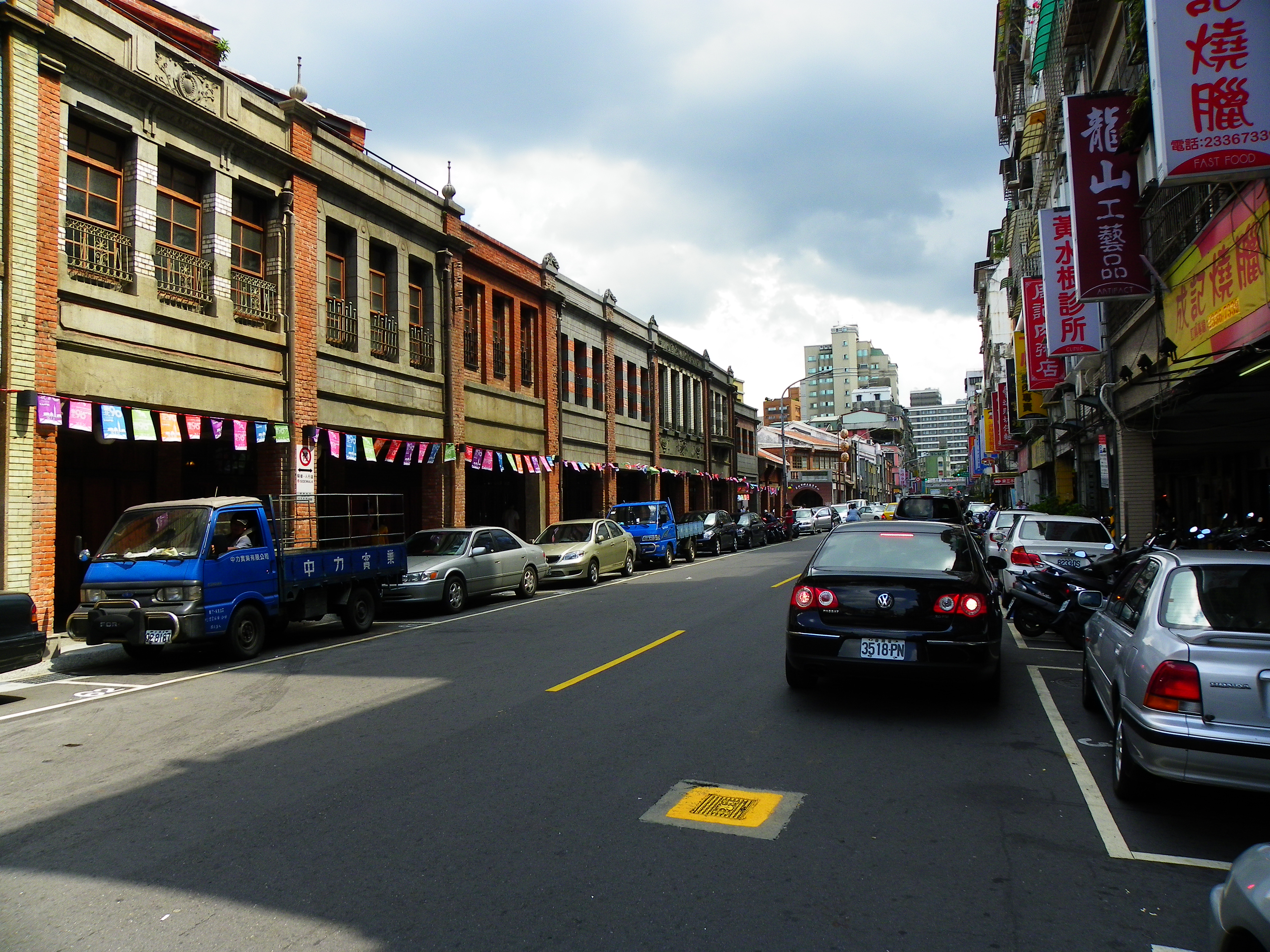
剥皮寮歴史地区南側の広州街

万華区（ワンフア/まんか-く）は、台湾台北市の市轄区。

## 歴史
万華は古くは台湾原住民平埔族ケタガラン族が住んでいたところで、ケタガラン語で丸木舟を意味する「ヴァンカア」が語源。山から切り出した木をこの地区を流れる川を伝って丸木舟で別の場所に運んだことから。台湾語音で艋舺（Báng-kah, バンカア、のちに一部で文甲）という漢字が宛てられた。台北で最も古い地域であり、現在の貴陽街と環河南路口付近の紗帽厨番社がその発祥である。1709年、陳頼章が福建居民を率いて舟で移住した。
1920年（大正9年）の台湾総督府による行政改編のなかで、台北に台北州が設置された際、艋舺も表記が改変された。「艋舺」に発音が類似した漢語のうち、「万年の繁栄」との願いを込めて萬華（まんくわ、新字体：万華 現代かな遣い:まんか）の漢字が選ばれた。なお、台湾語では旧称の艋舺（Báng-kah）が現在でも使用されており、幹線道路の名前にもなっている。

## 下部行政区域
| 地区 | 里                                                     |
| ---- | ------------------------------------------------------ |
| 西門 | 西門里、新起里、万寿里、菜園里、福星里                 |
| 龍山 | 仁徳里、柳郷里、富福里、青山里、富民里、福音里         |
| 大理 | 和平里、華江里、糖廍里、頂碩里、緑堤里、双園里         |
| 西園 | 日善里、孝徳里、和徳里、全徳里、忠徳里、錦徳里         |
| 東園 | 保徳里、銘徳里、寿徳里、華中里、栄徳里、興徳里         |
| 青年 | 日祥里、凌霄里、新和里、騰雲里、忠貞里、新安里、新忠里 |

## 交通
- 台北捷運
  - 西門駅
  - 龍山寺駅
- 台鉄西部幹線
  - 万華駅
- 台一線：忠孝橋、忠孝西路
- 台三線：華江橋、和平西路、中華路
- 中興橋
- 万板橋
- 華翠大橋
- 光復橋
- 華中橋

## 教育

### 大学
- 国立台北護理健康大学城区部

### 高級中学

萬華朝北醫院

- 台北市立華江高級中学
- 台北市立大理高級中学
- 私立立人高級中学

### 国民中学
- 台北市立万華国民中学
- 台北市立双園国民中学
- 台北私立龍山国民中学
- 市立大理高級中学附属国中部
- 私立立人高級中学附属国中部

### 国民小学
| - 台北市立光仁国民小学 - 台北市立新和国民小学 - 台北市立双園国民小学 - 台北市立東園国民小学 | - 台北市立大理国民小学 - 台北市立西園国民小学 - 台北市立万大国民小学 - 台北市立華江国民小学 | - 台北市立西門国民小学 - 台北市立老松国民小学 - 台北市立龍山国民小学 - 台北市立福星国民小学 |

### 外籍小学
- 私立韓僑小学

### 幼稚園
| - 台北市立華江国民小学附属幼稚園 - 台北市立老松国民小学附属幼稚園 - 台北市立大理国民小学附属幼稚園 - 台北市立龍山国民小学附属幼稚園 - 台北市立福星国民小学附属幼稚園 - 台北市立双園国民小学附属幼稚園 - 台北市立新和国民小学附属幼稚園 - 台北市立西門国民小学附属幼稚園 - 台北市立万大国民小学附属幼稚園 - 台北市立光仁国民小学附属幼稚園 | - 台北市立東園国民小学附属幼稚園 - 台北市立西園国民小学附属幼稚園 - 育仁幼稚園 - 英才幼稚園 - 徳明幼稚園 - 世仁幼稚園 - 大森幼稚園 - 華城幼稚園 - 大理幼稚園 - 南海幼稚園 | - 慈愛幼稚園 - 育光幼稚園 - 幼佳幼稚園 - 一村幼稚園 - 愛心幼稚園 - 博愛幼稚園 |

## 観光

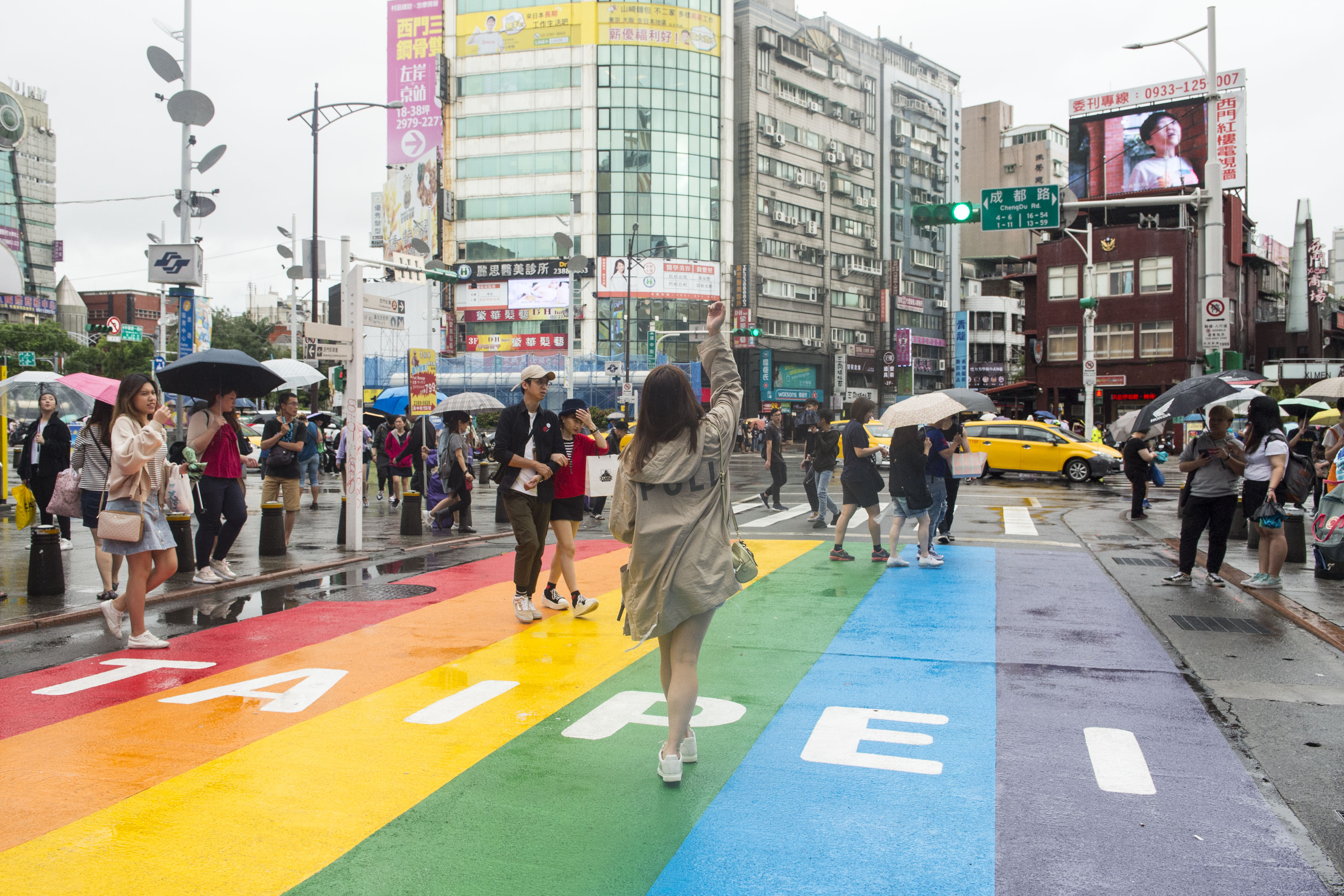
西門町

艋舺清水巌

- 西門町
- 西門紅楼
- 龍山寺
- 本願寺台湾別院
- 青山宮（中国語版）
- 清水巖祖師廟
- 艋舺地蔵庵（中国語版）
- 青年公園（中国語版）
- 艋舺公園（中国語版）
- 華西街夜市（中国語版）
- 万華夜市
  - 広州街夜市
  - 梧州街夜市
  - 西昌街夜市
- 新富市場（中国語版）
- 青草巷（中国語版）

## 万華区を舞台とした作品
- 映画『モンガに散る』